# Molenpolder (provincie Groningen)
De term molenpolder werd in de Nederlandse provincie Groningen gebruikt om een polder mee aan te duiden, die een zelfstandig waterschap was.

## Herkomst
Omdat men het verwarrend vond onderscheid te maken tussen een polder als waterstaatkundige eenheid (het bemalen gebied) en bestuurlijke eenheid (het waterschap), werd bij het vaststellen van de naam voor het waterschap soms de aanduiding molenpolder gebruikt.
Enkele voorbeelden zijn:
- Hilmahuistermolenpolder
- Kloostermolenpolder
- Lauwerzeemolenpolder
- Ruischerbrugster of Bruininga's molenpolder

Zo kon het voorkomen, zoals in het laatste geval, dat het gebied de Bruininga's polder werd genoemd, terwijl het waterschap de Bruininga's molenpolder heette.
De benaming komt wat gekunsteld over. Het verhaal wil, dat de ambtelijke taal zover ging, dat de aanduiding molenpolder ook werd gebruikt om met name kleine waterschappen aan te duiden, ook als die dit niet in hun naam hadden, of zelf geen molen (meer) hadden. Bovendien is de naam soms verwarrend. Zo lijkt het bij de naam Lauwerzeemolenpolder alsof de zee wordt bemalen.
De aanduiding werd echter niet even consequent gedaan. Soms was het ronduit verwarrend. Zo werd met de Westerhornermolenpolder de polder bedoeld zónder molen en met de Westerhornerpolder de polder mét molen.

## Molenkolonie
Het begrip molenkolonie kwam overeen met die van molenpolder en werd voornamelijk in het oosten van de provincie gebruikt. Bovendien zijn molenkolonies vaak bij notariële akte vastgelegd, in de tijd dat (kleine) waterschappen nog niet als overheidsinstelling werden beschouwd, maar als een private onderneming.

## Pomppolder
Een waterschap zonder bemaling werd ter onderscheid van een molenpolder wel een duiker- of pomppolder genoemd (pomp = duiker), omdat deze vaak via afsluitbare duikers loosden – het water kan wel de polder uit, niet erin. Een voorbeeld hiervan is de Noorderduikerpolder.